# Török István (kőfaragó)
Török István (Magyarvista, 1922–) erdélyi kőfaragó.

## Élete
1922-ben született szegény, napszámos családból. Fiatal korában a mezőgazdaságban dolgozott, felmenői között kőfaragó nem volt. Katonáskodás és hadifogság után 1950-ben kezdett kőfaragással foglalkozni. A kőbányában dolgozó falubeliektől leste el, illetve a szomszédjától tanulta meg a mesterséget, amit azután nagy szorgalommal és önképzéssel továbbfejlesztett. Felesége szerint: „Juhok után járatta az édesanyja és az édesapja, nem iskolába. Nem volt cipő, nem volt pénz könyvre, de ő magától mégis amit meggondol, ő gyönyörűen kifaragja."

## Munkássága

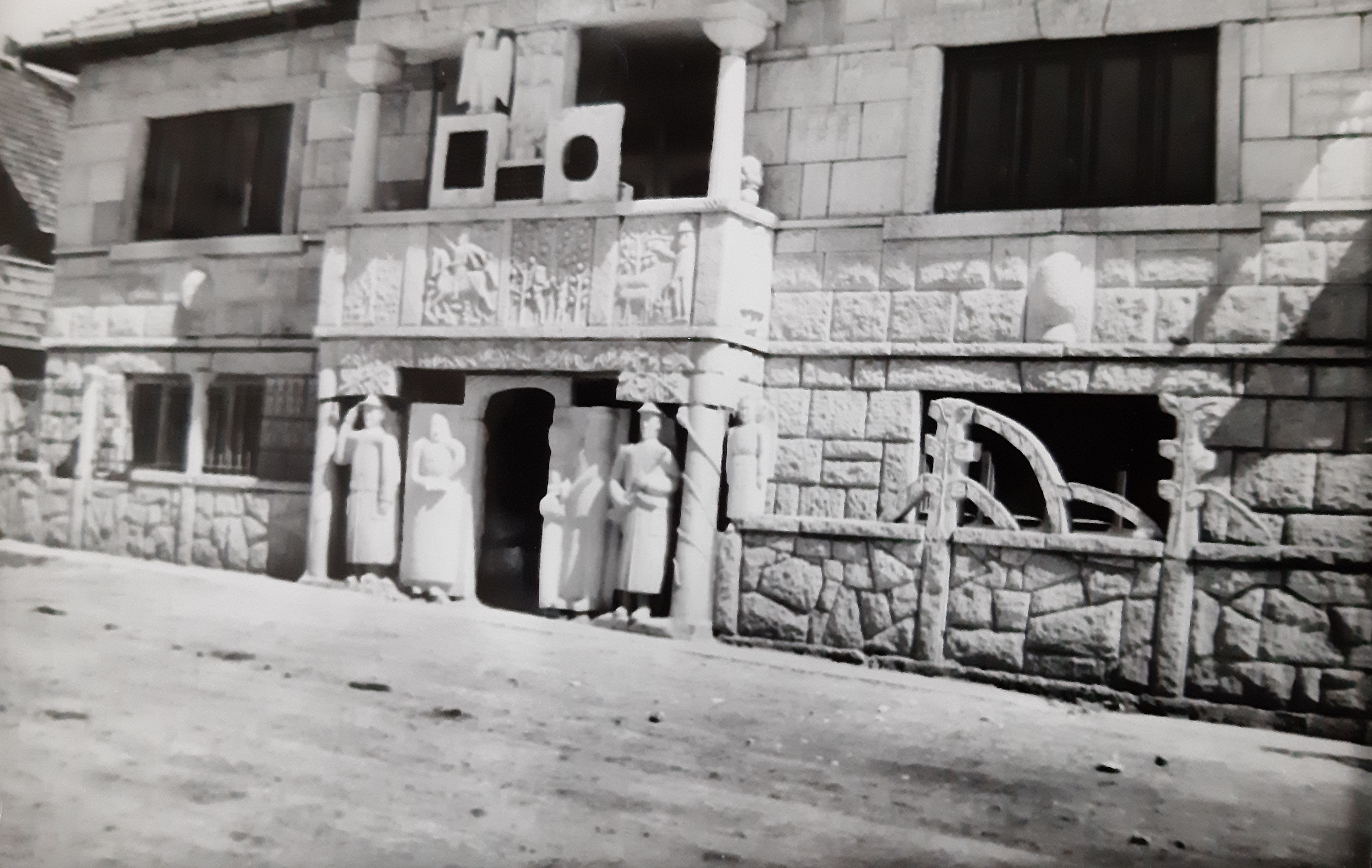
Török István háza Magyarvistán

Sok műfajban dolgozott: faragott sírköveket, kerítésköveket, szobrokat egyaránt. Maga építette a házát Magyarvistán 1967 és 1976 között, amit „magyar Erektheion"-nak is hívnak. Ő építette az első kőfaragványokkal (domborművekkel és szobrokkal) gazdagon díszített, „meseszerű" lakóházat magának: kétszintes, tornyos, tizenkét szobás, fürdőszobás, erkélyes épület. A ház, a kőkapuoszlopok és a kőkerítés minden egyes elemét ő faragta, fiai segítségével a falat is ő rakta, csupán a betonozáshoz és ácsszerkezet elkészítéséhez hívott segítséget. Az épületen és az épületben számos kőfaragványt (domborművet és szobrot) helyezett el, például oszlopokat (némelyikre kígyó tekeredik), felfutó szőlőindákat, juhászt, szántó parasztot, Ádámot és Évát a Paradicsomban, katonákat, vistai pártás lányt, sast, harsonás angyalt, a vistai lakodalom jeleneteit, saját és felesége szobrát stb. Négy plasztikával tagolta háza erkélyét: a két szélen rohamsisakos, kezével, illetve géppisztolyával tisztelgő katona keretezi a belső figurákat, a hely szelleme, a 20. század elejének története sűrítve benne van a mester egyetlen művében.

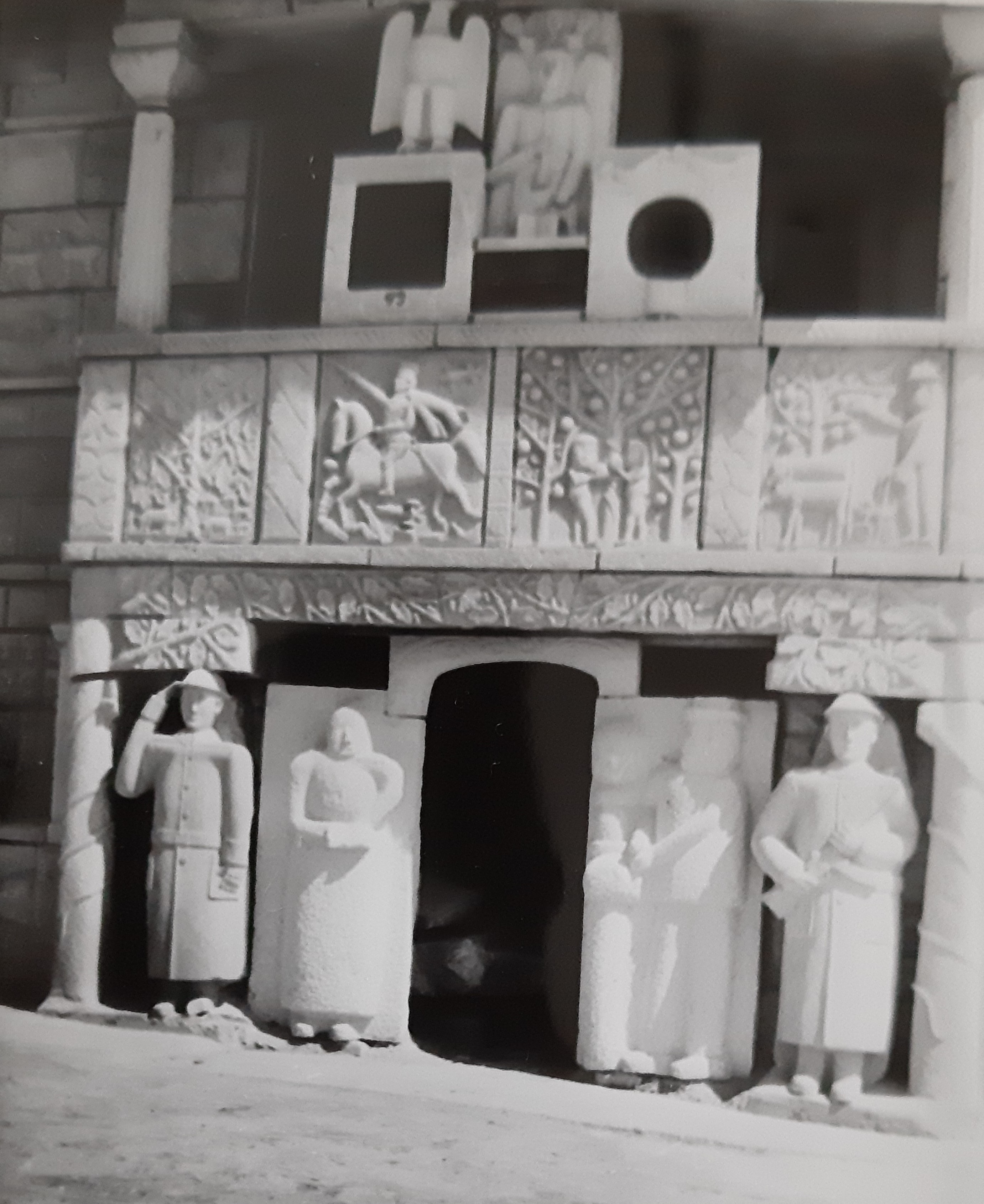
Török István háza Magyarvistán

Témáit a Bibliából (Utolsó vacsora, Ádám és Éva a Paradicsomban, Feltámadás stb.), a vistai népéletből (lakodalom, szántó paraszt, pásztor stb.), a természetből, az állat- és növényvilágból (kutya, bivaly, tehén, kakas, szarvas, róka, szőlő, virág stb.), valamint emlékeiből (katonák stb.) merítette, ritkábban képek, reprodukciók alapján (például történelmi személyek: Kossuth, Petőfi) alkotott.
Szobrait ritkán tervezte meg rajzban, általában azonnal kőbe faragta zömök alakjait. Stílusának „szelleme az álommal és a mesével egytestvér" és „Nehézsúlyú darabjait tömérdek erő utalja." Alkotásai láthatók a falujában, például a református templomban, a házán, illetve műhelyében, amelyet kis „múzeum"-nak rendezett be. Több szobra eljutott például Magyarországra és Hollandiába is. Egyik művét a kecskeméti Naiv Művészek Múzeumában őrzik. Egy kiállítása volt: tizenhárom szobrát munkáját bemutatta a kolozsvári Korunk Galéria 1977-ben.
Török Istvánról és a magyarvistai kőiparról filmet készített 1991-ben Gulyás Gyula és Gulyás János „Ő ilyen kőszerelmes..." címmel, 1993-ban pedig Rozsnyai Aladár Az Úr építette és a mester címmel.

## Művei köztéren, közösségi térben, közgyűjteményben
- Lakodalmi pár, szobor a magyarvistai református templomban
- Háza Magyarvistán
- Kecskemét, Naiv Művészek Múzeuma